# Haus of Gaga

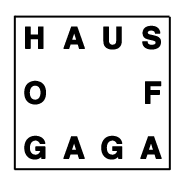
Logo di Haus Of Gaga

Haus of Gaga è il team creativo della cantautrice statunitense Lady Gaga. 
La Haus ha creato la maggior parte dei vestiti e oggetti di scena, scenografie per il palco e make up con cui Lady Gaga ha performato o indossato.

## Membri
- Lady Gaga.
- Repertorio: Vincent Herbert.
- Gestione: Bobby Campbell.
- Gestione giornaliera: Lane Bentley.
- Grafiche: Connor Hadley (BTWB, Artpop, Enigma, Haus Laboratories e Chromatica)
- Direttore musicale: Paul "DJ White Shadow" Blair (2012-2013)
- Manager dei progetti: Alexandra Dash
- Tecnico audio: Dave Russell.
- Direttore artistico: Marla Weinhoff.
- Direttore della moda: vari, tra cui Nicola Formichetti e Brandon Maxwell
- Designer: Perry Meek.
- Capelli e acconciature: Frederic Aspiras.
- Makeup: Sarah Tanno.
- Coordinatore creativo: Lacee Franks.
- Coreografo: Richy Jackson.
- Little monsters: Helen Green (artista) e Emma Carroll (Born This Way Foundation).
- Amica e ispirazione: Lady Starlight

## Concept
Integrando le influenze presenti nella musica dell'artista, Haus Of Gaga ha creato un'ideologia di cultura pop ibrida, arte pura e tecnologia. 
Haus emula l'atmosfera creativa per cui l'artista è conosciuta ed è inspirato ai concept che proponeva Andy Warhol, infatti, i lavori di Gaga sono spesso influenzati dai progetti passati del famoso pittore. 
Lady Gaga ha rivelato in un'intervista che Warhol in passato disse che l'arte dovrebbe sempre essere piena di significato. Inoltre Gaga disse che Warhol produceva arte prevalentemente commerciale, che veniva però riconosciuta come arte vera e propria, ed è questo che lei sta facendo con Haus Of Gaga. Continua dicendo che il suo team è composto da artisti provenienti da tutto il mondo. 

"Living dress" di Lady Gaga

## Creazioni
Le principali creazioni di Haus Of Gaga:
- Disco Stick
- Occhiali da sole "cigarettes"
- Vestito volante "Volantis"
- Motocicletta a pianoforte
- Occhiali da sole "razor blade"
- Occhiali da sole "heart"
- Vestito "mirrored"
- Vestito a bolle "bubble"
- Piano a bolle "bubble"
- Vestito "Living dress"
- Vestito di carne "The Meat Dress"

Tali opere sono state create sia per video musicali che per apparizioni live in concerti.

## Haus of Gaga a Las Vegas
Da maggio 2019 a novembre 2019 a Las Vegas al Park MGM, Gaga ha presentato un'esposizione dei suoi più celebri vestiti di scena e non. Questa mostra è stata curata da Nicola Formichetti.
Il mini museo include 40 pezzi tra abiti e accessori presi direttamente dall'archivio di opere di Lady Gaga. 

## Haus Labs by Lady Gaga
Haus Labs by Lady Gaga (in precedenza Haus Laboratories) è una parte separata di Haus of Gaga che ha prodotto le fragranze di Lady Gaga, Fame e Eau De Gaga.
Nel 2019, Gaga ha iniziato a produrre la sua linea di make up, creando vari gloss, vari eyeliner e varie palette di ombretti.